# Morti nel 1494
| Questa pagina contiene informazioni ricavate automaticamente dalle voci biografiche con l'ausilio del template Bio e di un bot. L'aggiornamento è periodico e automatico e ricostruisce completamente la pagina. Se manca una persona in questa lista, sei pregato di non aggiungerla, ma accertati piuttosto che la sua voce biografica contenga il template Bio e che i dati anagrafici siano correttamente compilati. Se il template Bio manca, inseriscilo tu stesso o, in alternativa, metti l'avviso {{tmp\|Bio}} che ne segnala la mancanza. Se i dati riportati sono sbagliati, correggi direttamente la voce biografica; le modifiche saranno visibili in questa lista entro pochi giorni. Per chiarimenti vedi il progetto biografie. La lista contiene solo le 41 persone che sono citate nell'enciclopedia e per le quali è stato implementato correttamente il template Bio. Pagina aggiornata al 10 lug 2025. |

- 11 gennaio - Domenico Ghirlandaio, pittore italiano (n. 1448)
- 25 gennaio - Ferdinando I di Napoli, sovrano italiano (n. 1423)
- 25 gennaio - Arcangela Girlani, religiosa italiana (n. 1460)
- 4 febbraio - Jurij Drohobyč, filosofo, astrologo e scrittore ucraino (n. 1450)
- 22 aprile - Philippe de Crèvecœur d'Esquerdes, generale francese (n. 1418)
- 26 maggio - Johann Freitag von Loringhoven (n. 1430)
- 14 giugno - Boccolino Guzzoni, condottiero italiano
- 1º luglio - Giovanni III Crispo, duca
- 8 luglio - Niccolò Pallavicino, condottiero italiano
- 24 luglio - Antonio dell'Aquila, religioso italiano
- 1º agosto - Giovanni Santi, pittore italiano
- 11 agosto - Hans Memling, pittore tedesco
- 14 agosto - Giacomo di Brézé, francese
- 28 settembre - Bernardino da Feltre, presbitero e francescano italiano (n. 1439)
- 29 settembre - Agnolo Poliziano, poeta, umanista e filologo classico italiano (n. 1454)
- 13 ottobre - Isabella Stuart, principessa scozzese (n. 1426)
- 17 ottobre - Giacomino da San Giorgio, giurista italiano
- 21 ottobre - Gian Galeazzo Maria Sforza, duca italiano (n. 1469)
- 8 novembre - Melozzo da Forlì, pittore e architetto italiano (n. 1438)
- 16 novembre - Theda Ukena, nobildonna tedesca (n. 1432)
- 17 novembre - Giovanni Pico della Mirandola, umanista e filosofo italiano (n. 1463)
- 19 dicembre - Matteo Maria Boiardo, poeta e letterato italiano (n. 1441)
- Leonardo Alagon, politico italiano (n. 1436)
- Giovanni Alidosi, nobile italiano (n. 1420)
- Giosafat Barbaro, diplomatico, esploratore e politico italiano (n. 1413)
- Nicolò Barbaro, storico italiano (n. 1420)
- Andrea Bellunello, pittore italiano
- Bonifacio III del Monferrato, marchese (n. 1424)
- Anequin de Egas, architetto olandese
- Lamberto Grimaldi, sovrano monegasco (n. 1420)
- Conrad Grünenberg, cavaliere medievale tedesco
- Ippolito del Donzello, pittore e architetto italiano (n. 1456)
- Giacomo de Luciis, vescovo cattolico e letterato italiano
- Marco Probo Mariano, poeta e vescovo cattolico italiano (n. 1455)
- Marino Marzano, nobile italiano (n. 1420)
- Giorgio Merula, filologo, storico e umanista italiano (n. 1430)
- Caterina di Navarra, nobile francese (n. 1455)
- Niccolò dell'Arca, scultore italiano
- Francesco Patrizi, scrittore, politico e vescovo cattolico italiano (n. 1413)
- Pietro Guido II Torelli, conte
- Lucchino Trotti, vescovo cattolico italiano